# Acanthoscelides obtectus
Mọt đậu nành hay mọt hại đậu (Acanthoscelides obtectus là một loài bọ cánh cứng trong họ Bruchidae. Loài này được Say miêu tả khoa học năm 1831.
Loài này có ở Việt Nam.

## Hình ảnh

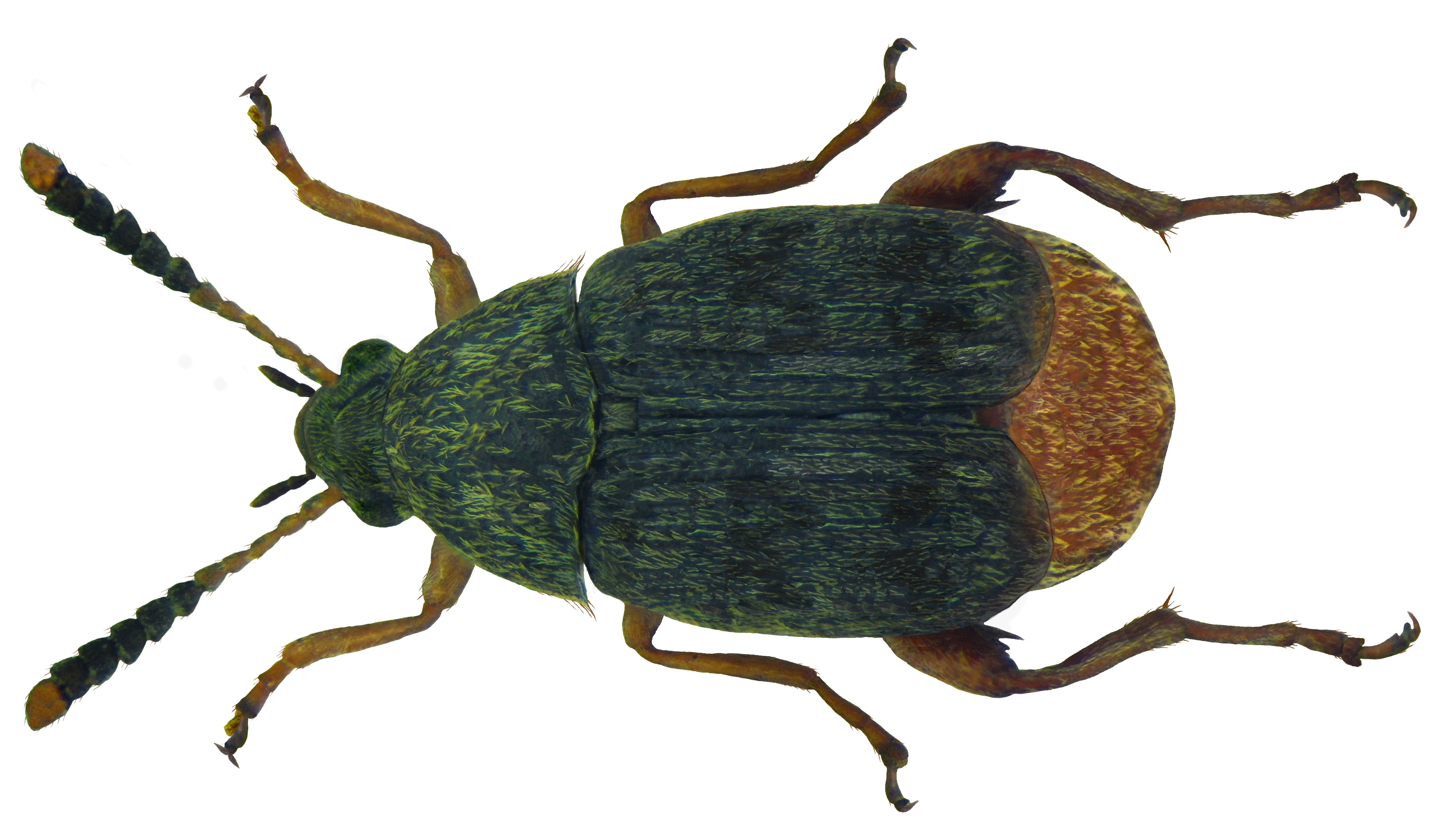
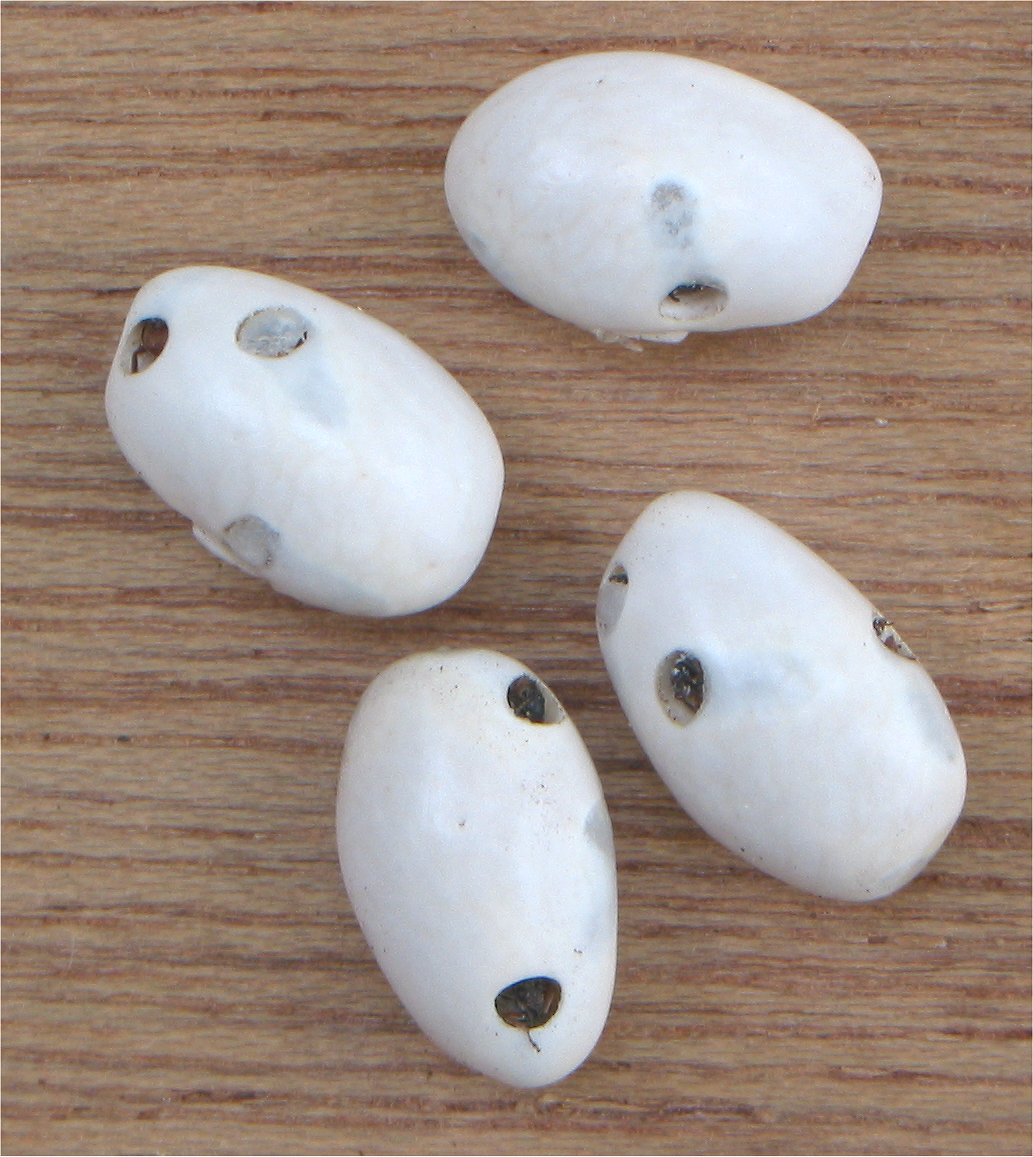
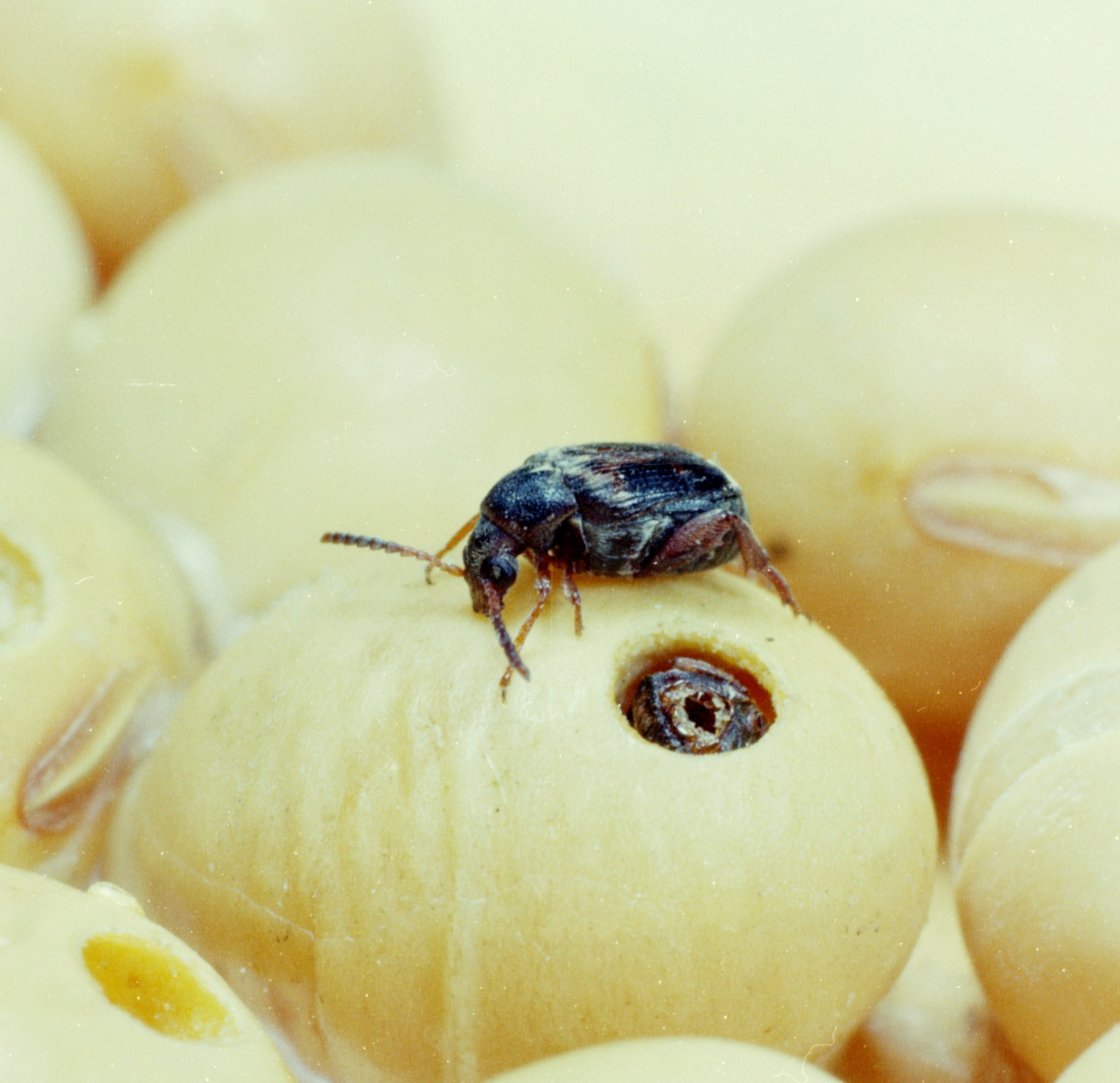
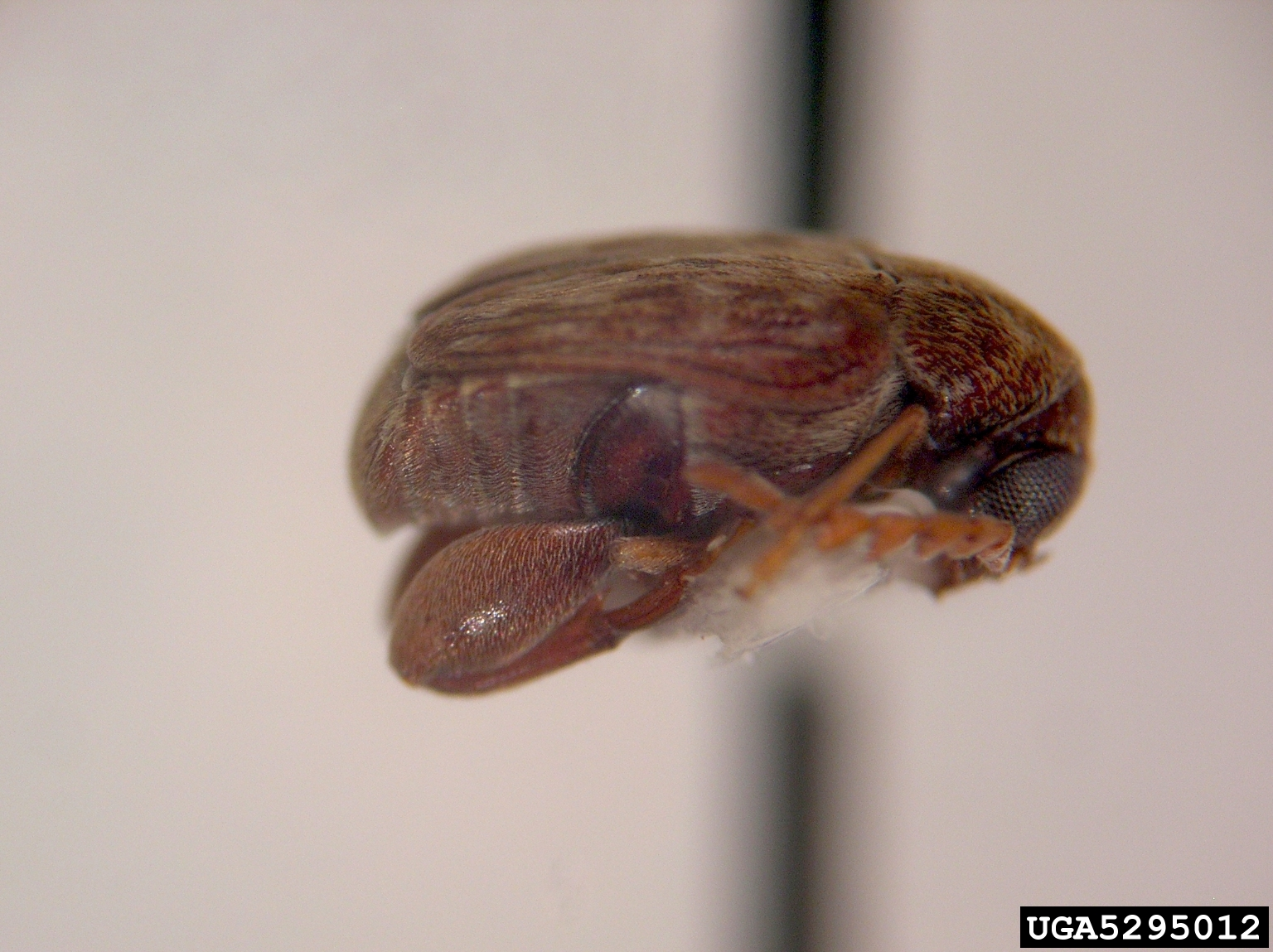